# Uruhuasia delta
Uruhuasia delta là một loài ruồi trong họ Tachinidae.